# Guillaume de Villaret
Pour les articles homonymes, voir De Villaret.
Guillaume de Villaret, né à Allenc vers 1235 et mort en 1305 à Limassol à Chypre, fut le vingt-quatrième grand maître des Hospitaliers de l'ordre de Saint-Jean de Jérusalem de 1300 à sa mort en 1305. Avant cela il a été lieutenant puis prieur de Saint-Gilles, ensuite recteur du Comtat Venaissin pour le pape Grégoire X et conseiller du roi Charles Ier d'Anjou.

## Biographie

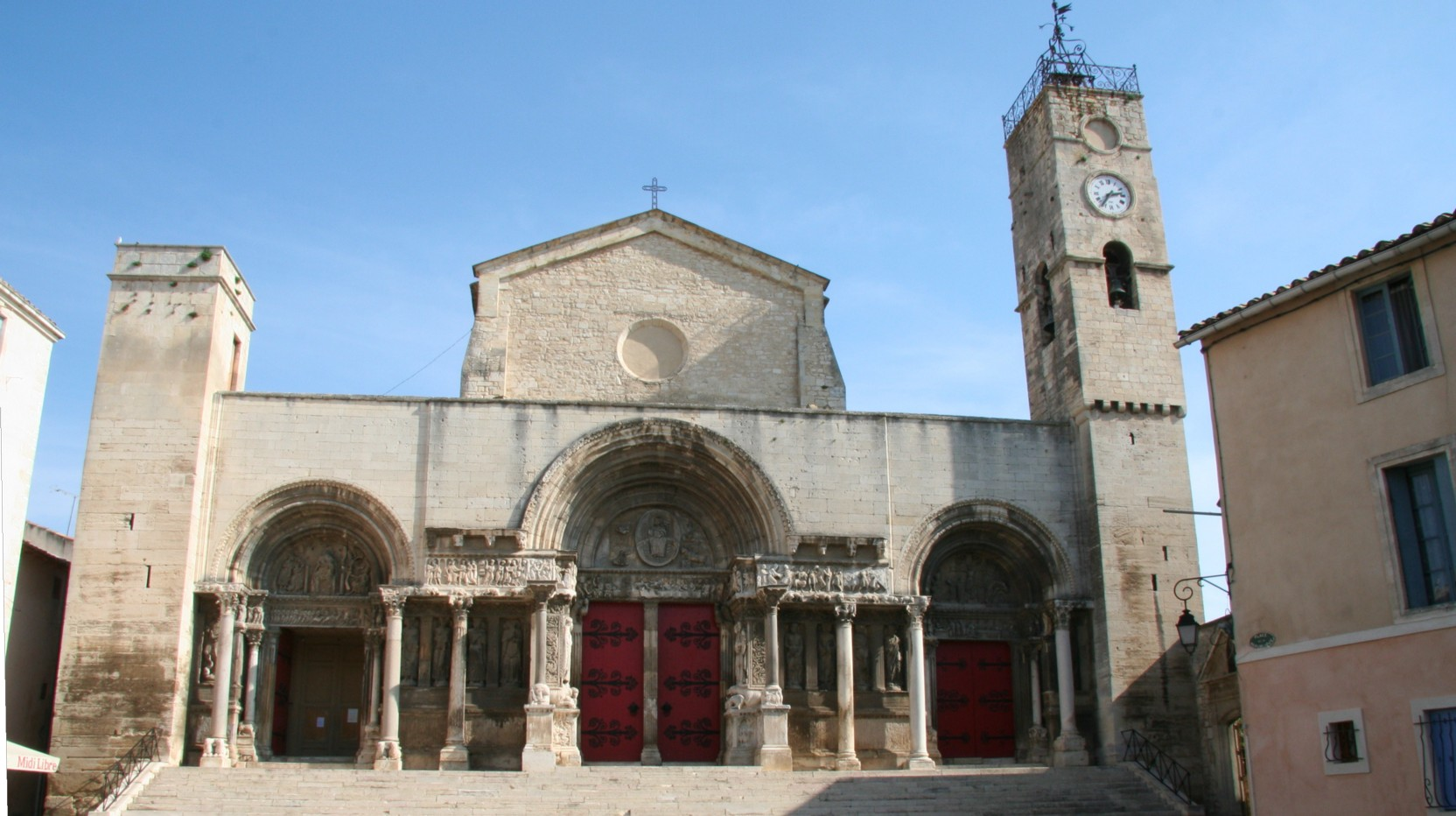
L'abbatiale de Saint-Gilles, siège du grand priorat en Languedoc

Membre de la famille de Villaret, Guillaume de Villaret nait dans le château familial de la seigneurie d'Allenc, en Gévaudan, vers l'année 1235. Cette seigneurie d'Allenc, sur les abords du mont Lozère, est accolée à la baronnie du Tournel à l'origine de la commanderie de Gap-Francès.
Guillaume avait un neveu, autrefois considéré comme son frère, et un oncle dans l'ordre de Saint-Jean de Jérusalem qui portaient le même nom : le neveu Foulques de Villaret amiral de l'Ordre en 1299, ensuite grand précepteur en 1302, puis lieutenant de Guillaume en 1303 avant de devenir lui-même grand maître en 1305 ; l'oncle Foulques de Villaret, était chapelain de la commanderie hospitalière de Millau de 1239 à 1260,.

### Responsabilités dans l'ordre des Hospitaliers
Reçu chevalier dans l'ordre de Saint-Jean de Jérusalem, les premières responsabilités de Guillaume de Villaret dans l'Ordre sont celles de grand conservateur ou drapier à partir d'octobre 1266 jusqu'à sa nomination comme prieur de Saint-Gilles. La qualité de drapier, correspond en fait à celle d'un responsable de l'intendance.
En 1269, il est nommé lieutenant du prieuré hospitalier de Saint-Gilles. Il en devient, en 1270, le prieur. Il fait alors de cette charge, qu'il occupe jusqu'en 1296, l'une des plus utiles pour l'Ordre grâce aux relations qu'il entretient avec le pape et plusieurs souverains.

### Responsabilités en dehors de l'Ordre

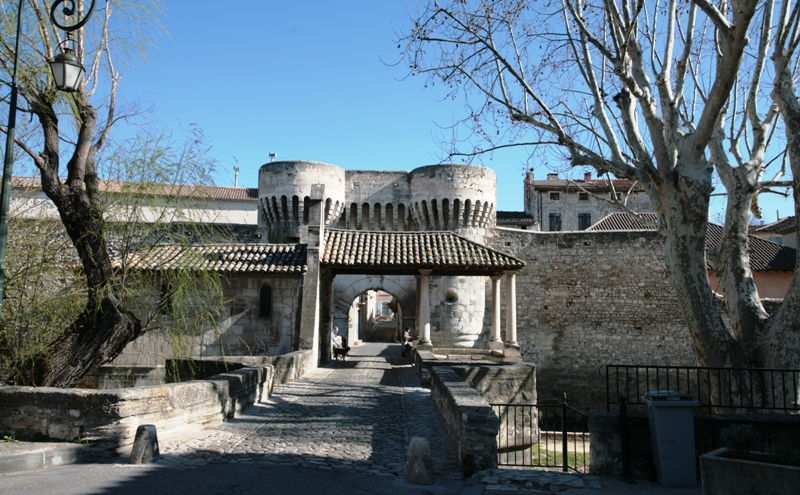
Pernes-les-Fontaines, première capitale du Comtat Venaissin

Le roi de France Philippe le Hardi cède le 19 février 1274 le comtat Venaissin au pape Grégoire X. Celui-ci, ayant connu Guillaume en Terre sainte et ayant pu juger de ses capacités d'administrateur à Saint-Gilles, le nomme recteur du Comtat le 27 avril 1274.
Guillaume fait contrôler par ses gens d’armes toutes les places du Venaissin, installant deux chevaliers dans chaque castrum. Comme recteur il réside à Pernes-les-Fontaines ou à Beaumes-de-Venise. Pierre Rostaing, évêque de Carpentras, est le premier à rendre hommage au représentant du pape dans le Comitatus Venaissini. En 1275, le recteur convoque les trois évêques du Comtat, et les nobles du Venaissin à une assemblée afin d’adopter de nouveaux statuts. La fin de son mandat de recteur se situe entre le 29 mars 1284 et le 9 octobre 1287.
En 1277, il devient conseiller du roi de Sicile Charles Ier d'Anjou. Il reste conseiller de son fils et héritier Charles II d'Anjou. Le nouveau roi de Naples confie plusieurs missions de négociation à Guillaume. En retour, des bénéfices reviennent à son entourage ; son neveu, Guigue, est nommé valet de Charles II.

### Élection comme grand maître
Eudes des Pins, grand maître des Hospitaliers de Saint-Jean de Jérusalem, meurt le 26 mars 1296. Le chapitre général de l'Ordre se réunit quelques jours après à Limassol. La préoccupation du chapitre général était la réorganisation des prérogatives du chapitre et des grands maîtres qui avaient trop tendance à ne pas respecter les ordonnances capitulaires et à décider seuls sans l'avis du chapitre. Comptant sur les qualités d'administrateur de Guillaume de Villaret, le chapitre élit comme nouveau grand maître le prieur de Saint-Gilles. Ce dernier reçoit en Provence la lettre, datée du 3 avril 1296, l'informant de son élection. Mais au lieu de se rendre rapidement au siège de l'Ordre, Guillaume ne hâte pas son départ. En fait, il était aussi question, depuis la perte de la Terre sainte, d’installer l'Ordre en Occident ; Guillaume pense qu'il sera plus utile à l'Ordre en France, d'Italie ou même de la péninsule ibérique que de Chypre où l'entente n'est pas toujours bonne avec les dirigeants de l'île. C'est pendant sa présence hors de Chypre qu'il crée notamment le prieuré de Fieux dans le Quercy, la première prieure étant Jourdaine de Villaret, sa sœur.
Plus la venue de Guillaume de Villaret se faisait attendre, plus le mécontentement grandissait à Chypre. Quand Guillaume convoque un chapitre à Marseille en 1297, le reproche lui est fait de ne pas passer outremer et son statut de grand maître lui est contesté, mais il promet de convoquer un chapitre général en août 1299 au plus tard. Quand Jean de Toulouse, délégué du grand-maître, apporte à Limassol au printemps 1299 la lettre de Guillaume convoquant un chapitre général à Avignon le 1er août 1300, le mécontentement est à son comble. Le chapitre envoie alors une ambassade, composée de Guillaume de Chaus et Jean de Laodicée, pour convaincre de Villaret de bien vouloir se rendre à Chypre. Finalement, les arguments juridiques exposés par les ambassadeurs ont raison de l'obstination du grand maître qui se rend enfin à Limassol. Ce nouveau chapitre se réunit donc le 5 novembre 1300 à Limassol. C'est lors de ce chapitre que Guillaume de Villaret est enfin officiellement intronisé comme grand maître de l'Ordre.

## La réorganisation de l'Ordre
L'une des premières tâches à laquelle se consacre Guillaume de Villaret consiste à réduire le pouvoir acquis par le chapitre général. Mais il consent rapidement à rendre toute l'étendue de leurs pouvoirs aux membres. Par ailleurs, il cherche à revenir aux principes fondateurs de l'Ordre et de la vie des chevaliers. Ainsi, il produit des ordonnances visant à rétablir une rigueur vestimentaire, et surtout à faire respecter plus précisément le cadre de la vie conventuelle.
En 1301, c'est sous son magistère que s'instaure, selon un décret capitulaire, un découpage administratif des possessions de l'Ordre en Occident. Cette réorganisation de l'Ordre s'inspire d'une proposition faite avec Boniface de Calamandrana, grand commandeur de l'Outre-mer quand il était prieure de Saint-Gilles. Ce découpage repose sur la notion de Langue hospitalière, car respectant des zones linguistiques à peu près homogènes. Ainsi sont formées sept langues : langue de Provence (Toulouse et Saint-Gilles), France (Corbeil, Angers et Voulaines), Auvergne (Bourganeuf), Aragon (Amposta, Cizur, Barcelone, Consuegra et Crato), Italie (Asti, Venise, Pise, Rome, Capoue, Barletta et Messine), Angleterre (Clerkenwell et Kilmainham) et Allemagne (Heitersheim, Prague, Antvorskov, Vrana et Sonnenburg).

## La lutte contre le sultan d’Égypte

L'offensive franco-mongole de 1300-1301 en Terre sainte.

À cette date, le rapport de forces entre chrétiens et Mamelouks penche nettement en faveur de ces derniers qui ne cessent de progresser. Les chrétiens peuvent cependant compter sur les Mongols de Perse dirigés par Mahmoud Ghazan Khan, dont l'expansionnisme les pousse à convoiter les terres mameloukes. Le khan envoie un ambassadeur à Nicosie, capitale du royaume de Chypre, pour nouer une alliance. Le roi de Chypre Henri II, le roi d'Arménie et Jacques de Molay décident de le faire escorter jusqu'au pape pour appuyer l'idée d'une alliance. L'alliance entre Mahmud Ghazan Khan, les Templiers de Jacques de Molay, les Hospitaliers de Guillaume de Villaret et le royaume de Chypre devient effective en 1300.
En attendant les résultats de cette initiative diplomatique, Henri II, Guillaume de Villaret et Jacques de Molay lèvent une flotte en vue d'un raid sur l’Égypte. Les chrétiens, à bord de seize galères et d'une dizaine de petits navires, sont accompagnés d'un émissaire mongol. En juillet 1300, ils pillent Rosette et Alexandrie avant de regagner Chypre. Le butin est considérable et les chrétiens ont envoyé un signe fort à Mahmud Ghazan, démontrant leur détermination à engager le combat projeté. Le chef mongol leur envoie par la suite un message pour les prévenir qu'il a l'intention de lancer bientôt sa campagne et les invite à débarquer en Arménie pour organiser une offensive commune.
Le roi de Chypre envoie une armée en Arménie accompagnée de 300 chevaliers des deux ordres dirigés par les grands maîtres en personne. Ils prennent d'assaut l'île de Ruad, proche de la côte syrienne, avec pour objectif de la transformer en base pour leurs futures opérations. Ils prennent ensuite la cité portuaire de Tortose, pillent la région, capturent de nombreux musulmans qu'ils revendent comme esclaves en Arménie en attendant l'arrivée des Mongols mais cela n'aboutira qu'à la Chute de Ruad, dernière bataille pour la Terre sainte.

## Le regard porté sur Rhodes
Lorsque les Hospitaliers se sont repliés sur Chypre, l'île était déjà occupée par le roi titulaire de Jérusalem, Henri de Lusignan. Celui-ci n'appréciait que modérément qu'une organisation aussi puissante que l'Ordre puisse être en concurrence avec lui sur la souveraineté d'une si petite île. Selon les historiens traditionnels de l'Ordre, ce serait Henri qui aurait mis Guillaume sur la voie de la conquête de l'île de Rhodes.

## La mort du grand maître et sa succession
Guillaume de Villaret meurt entre le 23 novembre 1304 et le 3 novembre 1305, probablement au printemps 1305 ou le 9 juin 1305 à Chypre qu'il avait tant tardé à rejoindre. Lorsque le chapitre se réunit pour statuer de son successeur, le choix se porte sur Foulques de Villaret. Si certaines sources le désignent comme le frère de Guillaume, il semble plutôt qu'il s'agissait de son neveu.

## Sources
- Nicole Bériou (dir. et rédacteur), Philippe Josserand (dir.) et al. (préf. Anthony Luttrel & Alain Demurger), Prier et combattre : Dictionnaire européen des ordres militaires au Moyen Âge, Fayard, 2009, 1029 p. (ISBN 978-2-2136-2720-5, présentation en ligne)
- (en) Jochen Burgtorf, The Central Convent of Hospitallers and Templars : History, Organization, and Personnel (1099/1120-1310), Leiden/Boston, Brill, 2008, 761 p. (ISBN 978-90-04-16660-8, présentation en ligne), p. 689-694
- Damien Carraz (préf. Alain Demurger), L'Ordre du Temple dans la basse vallée du Rhône (1124-1312) : Ordres militaires, croisades et sociétés méridionales, Lyon, Presses universitaires de Lyon, coll. « Collection d'histoire et d'archéologie médiévales / 17 », 2005 (ISBN 978-2-7297-0781-1, lire en ligne)
- Joseph Marie Antoine Delaville Le Roulx, Les Hospitaliers en Terre Sainte et à Chypre : (1100-1310), Paris, Ernest Leroux, 1904, 440 + XIII (ISBN 978-1-4212-0843-5, lire en ligne)
- Antoine Du Bourg, Ordre de Malte : Histoire du grand prieuré de Toulouse et des diverses possessions de l'ordre de Saint-Jean de Jérusalem dans le sud-ouest de la France..., Toulouse, L. Sistac et J. Boubée, 1883, p. 9, lire en ligne sur Gallica
- Bertrand Galimard Flavigny, Histoire de l'ordre de Malte, Tempus Perrin, 2006, 444 p. (ISBN 978-2-262-03233-3)